# Autostrada A837 (Franța)
Autostrada A837, numită și autoroute des Oiseaux, leagă Rochefort de Saintes — mai precis de autostrada A10, în sud-vestul Franței. Face parte din Route Centre-Europe Atlantique (RCEA) și reprezintă o verigă a rutei Estuarelor. A fost inaugurată în martie 1997.
Autostrada A837 este concesionată companiei Autoroutes du Sud de la France (ASF) și face parte din rețeaua ASF din zona de vest. Radio Vinci Autoroutes (107.7 FM) este disponibilă pe sectorul ASF al autostrăzii A837.

## Caracteristici principale
Autostrada A837, situată în întregime în departamentul Charente-Maritime și având o lungime de 36,5 km, are 2 × 2 benzi de circulație și este împărțită în două secțiuni:
- Secțiunea Saintes-Rochefort Nord de aproximativ 33 km, cu taxă pentru tot traficul;
- Secțiunea Rochefort Nord-Rochefort Vest (care a preluat traseul prevăzut pentru devierea orașului Rochefort), de aproximativ 3 km, este gratuită pentru traficul local și se conectează la vest cu drumul rapid cu 2 x 2 benzi Rochefort-La Rochelle, RD 137.

Această autostradă îndeplinește mai multe obiective:
- facilitează accesul către comunele și activitățile de pe litoralul atlantic, în special către portul comercial Rochefort și marele port maritim La Rochelle, datorită conexiunii sale la vest cu secțiunea Rochefort-La Rochelle a RN137, cu 2 × 2 benzi;
- stimulează schimburile între regiuni și sprijină amenajarea teritoriilor;
- îndeplinește funcția de centură de ocolire nordică a orașului Rochefort.

## Istoric
- 3 decembrie 1992: Declarație de utilitate publică[n 3]
- 10 ianuarie 1992: Atribuire a concesiunii
- 18 martie 1997: Darea în exploatare

## Traseu
| De la A10 până la ieșirea 32: secțiune cu taxă concesionată companiei ASF.         |                                                                                      |           |
| A10 E5                                                                             |                                                                                      |           |
| Intersecție                                                                        | Nod rutier între A10 și A837: Saintes, Angoulême, Bordeaux (nod rutier parțial).     | A10 E5    |
| A837 E602                                                                          |                                                                                      |           |
|                                                                                    | Zonă de odihnă: La Pierre de Crazannes (sens La Rochelle-Bordeaux).                  |           |
|                                                                                    | Zonă de odihnă: Les Oiseaux (sens Bordeaux-La Rochelle).                             |           |
|                                                                                    | Zonă de servicii: Cabariot (în ambele sensuri).                                      |           |
|                                                                                    | Punctul de taxare Cabariot.                                                          |           |
| 34 - Lussant                                                                       | Orașe deservite: Lussant, Tonnay-Charente, Saint-Jean-d'Angély (nod rutier parțial). | RD739     |
| 33 - Tonnay-Charente                                                               | Orașe deservite: Tonnay-Charente, Saint-Jean-d'Angély (nod rutier parțial).          | RD137     |
| 32 - Rochefort-Nord                                                                | Orașe deservite: A10 (Poitiers, Paris) Rochefort, Surgères, Saintes.                 | RD137 A10 |
| De la ieșirea 32 până la RD137 (17): secțiune gratuită concesionată companiei ASF. |                                                                                      |           |
| 31 - Rochefort-Centre                                                              | Orașe deservite: Rochefort, Royan, Insula Oléron, Marennes.                          | RD733     |
| A837 E602                                                                          |                                                                                      |           |
| RD137 E602                                                                         |                                                                                      |           |

## Locuri turistice
- Crazannes: Cariere de piatră calcaroasă (zonă de odihnă, muzeu, vizite ghidate).
- Rochefort: Corderie royale, pod transbordor, casa lui Pierre Loti, reconstrucția navei Hermione, arsenal din secolul al XVII-lea.
- Saintes: Abbaye aux Dames, Amfiteatrul roman.

## Departamente, regiuni traversate
Autostrada traversează doar o singură regiune: Nouvelle-Aquitaine, și un singur departament: Charente-Maritime.